# Бондар Юрій Володимирович
Ю́рій Володи́мирович Бо́ндар (1960, Мовчанівка, Ружинський район, Житомирська область) — український видавець, педагог, доцент, кандидат політичних наук.  Директор Навчально-наукового інституту журналістики Київського національного університету  імені Тараса Шевченка з 22 лютого 2024 року. Заслужений працівник культури України.
Член Національної спілки журналістів України.

## Біографічні відомості
Народився 1960 року в с. Мовчанівка Ружинського району на Житомирщині.
Закінчив факультет журналістики Київського державного університету ім. Т. Г. Шевченка (1982).
Працював кореспондентом районної газети, редактором книжкових редакцій видавництва «Молодь», заступником головного редактора газети «Молодь України», головним редактором телерадіокомпанії «Довіра», завідувачем сектору Кабінету Міністрів України, директором видавництва, віце-президентом, проректором Міжрегіональної Академії управління персоналом, директором видавництва «Книга роду», вченим секретарем ДП «УкрНДНЦ».
Автор понад 90 художньо-документальних, довідкових видань, наукових публікацій, серед яких — «Свобода слова: українська мірка» (2004), «Протистояння» (2005), «Політологічний словник» (2005), «Мас-медіа у термінах і визначеннях» (2005), «Поле битви — інформаційний простір» (2006), «Енциклопедія для видавця та журналіста» (2010), «Свобода слова: книга і політика» (2011) та ін.
Тема дисертації — «Становлення та еволюція національного інформаційного простору України в процесі формування демократичної політичної культури українського суспільства».
22 лютого 2024 обраний на посаду директора Навчально-наукового інституту журналістики Київського національного університету  імені Тараса Шевченка.

## Громадська діяльність
Член Національної спілки журналістів України та Міжнародної федерації журналістів.

## Відзнаки
- Грамота Верховної Ради України
- Почесний краєзнавець України
- Лауреат премії імені Івана Франка у галузі інформаційної діяльності (2010), за найкращу наукову роботу в інформаційній сфері — довідкове видання «Енциклопедія для видавця та журналіста»
- Відзнака Державного комітету телебачення і радіомовлення України «За заслуги в розвитку інформаційної сфери»
- Золота медаль української журналістики Національної спілки журналістів України (2009)
- Золота медаль «За успіхи у науково-педагогічній діяльності» Академії наук вищої освіти України
- Медаль Ґарета Джонса (2020)
- Лауреат Мистецької премії «Київ» у галузі журналістики імені Анатолія Москаленка (2015)
- Золота медаль Міжнародної кадрової академії «За заслуги в освіті»